# Zystolith

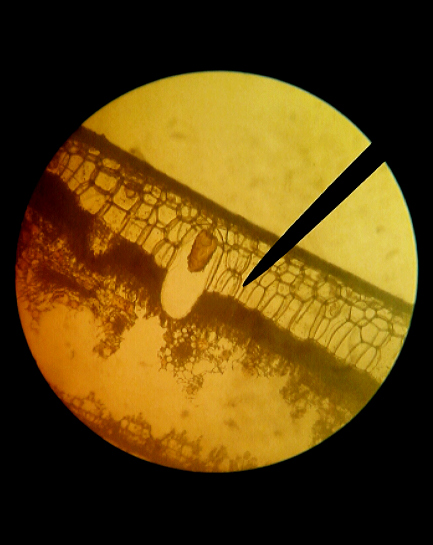
Zystolith in einem Blattquerschnitt von Ficus elastica

Ein Zystolith oder Cystolith (griechisch kystis ‚Beutel‘, lithos ‚Stein‘) ist eine Verdickung einer Pflanzenzellwand in Form eines mehr oder weniger gestielten Körpers, die starke Ablagerungen von Calciumcarbonat enthält. Diese kleinen Calciumcarbonat-Körnchen können unterschiedliche Formen annehmen. Sie erreichen Durchmesser von 30 bis 70 μm.
Zystolithen kommen beispielsweise in Brennnesseln wie der Großen Brennnessel (Urtica dioica) und der Sibirischen Hanfnessel (Urtica cannabina) oder in Gummibäumen (Ficus elastica) vor.
Sie sind besonders zahlreich in älteren Blättern. Deshalb sollte man von der Großen Brennnessel oder der Sibirischen Hanfnessel nur die jungen Blätter und Triebe zum Verzehr verwenden, da die Zystolithen reizend auf die Nieren wirken.